# Episodi di Una famiglia... si fa per dire
La prima e unica stagione della serie televisiva Una famiglia... si fa per dire (Accidental Family) è andata in onda negli Stati Uniti dal 15 settembre 1967 al 5 gennaio 1968 sulla NBC.
| nº | Titolo originale                                    | Titolo italiano                      | Prima TV USA      | Prima TV Italia |
| -- | --------------------------------------------------- | ------------------------------------ | ----------------- | --------------- |
| 1  | Everywhere a Chick Chick                            | Un destino chiamato Sandy            | 15 settembre 1967 |                 |
| 2  | Hot Kid in a Cold Town                              | Festa di compleanno                  | 22 settembre 1967 |                 |
| 3  | If You Knew Martha                                  | La zia Marta                         | 6 ottobre 1967    |                 |
| 4  | Minnesota Tracey                                    | Minnesota Tracy                      | 13 ottobre 1967   |                 |
| 5  | It Hurts Me More Than It Hurts You                  | Sgridami papà!                       | 20 ottobre 1967   |                 |
| 6  | Halloween's on Us                                   | Halloween                            | 27 ottobre 1967   |                 |
| 7  | The Making of a Vegetarian                          | Ecco perché sono vegetariano         | 3 novembre 1967   |                 |
| 8  | The Secret Life of Jerry Webster                    | La vita segreta di Jerry             | 10 novembre 1967  |                 |
| 9  | A Funny Thing Happened on the Way to the Playground | Figlio d'arte                        | 17 novembre 1967  |                 |
| 10 | What is This-Thanksgiving or a Nightmare?           | Il giorno del Ringraziamento         | 24 novembre 1967  |                 |
| 11 | The Woodsman                                        | Il boyscout                          | 1º dicembre 1967  |                 |
| 12 | The Return of Mr. Ex                                | Il ritorno di Mr. X                  | 8 dicembre 1967   |                 |
| 13 | The Lush Life                                       | Una serata indimenticabile           | 15 dicembre 1967  |                 |
| 14 | The Treasure of San Fernando Valley                 | Il tesoro della valle di S. Fernando | 22 dicembre 1967  |                 |
| 15 | Sandy Gets Tough                                    | Sandy il bullo                       | 29 dicembre 1967  |                 |
| 16 | Who's Been Sleeping in Daddy's Bed?                 | Chi dorme nel letto di papà?         | 5 gennaio 1968    |                 |

## Un destino chiamato Sandy
- Prima televisiva: 15 settembre 1967
- Diretto da: Sheldon Leonard
- Scritto da: Melville Shavelson

### Trama
- Guest star:

## Festa di compleanno
- Prima televisiva: 22 settembre 1967
- Diretto da: Bob Sweeney
- Soggetto di: Mary Loos, Richard Sale

### Trama
- Guest star: Herbie Faye (Irv), Susan Carr (Charlotte), Robert Emhardt (giudice), Sammy Shore (Sammy)

## La zia Marta
- Prima televisiva: 6 ottobre 1967

### Trama
- Guest star: Joyce Van Patten (Martha), Herb Edelman (Howard)

## Minnesota Tracy
- Prima televisiva: 13 ottobre 1967

### Trama
- Guest star: John Byner (Minnesota Tracy)

## Sgridami papà!
- Prima televisiva: 20 ottobre 1967
- Diretto da: Bob Sweeney
- Scritto da: Saul Turteltaub, Bernie Orenstein

### Trama
- Guest star:

## Halloween
- Prima televisiva: 27 ottobre 1967
- Diretto da: Earl Bellamy
- Soggetto di: Barry E. Blitzer, Ray Brenner

### Trama
- Guest star: Danny Bonaduce (Danny), Richard Steele (Harold), David Fox (Brian)

## Ecco perché sono vegetariano
- Prima televisiva: 3 novembre 1967
- Diretto da: Bob Sweeney

### Trama
- Guest star: Arthur Batanides (Joe), Pat Carpenter (Alice), Stanley Farrar (giudice)

## La vita segreta di Jerry
- Prima televisiva: 10 novembre 1967
- Diretto da: Earl Bellamy
- Scritto da: Jack Sher

### Trama
- Guest star: Sammy Shore (Sammy), Dick Sargent (Ted)

## Figlio d'arte
- Prima televisiva: 17 novembre 1967
- Diretto da: Bob Sweeney
- Scritto da: Treva Silverman, Peter Meyerson

### Trama
- Guest star:

## Il giorno del Ringraziamento
- Prima televisiva: 24 novembre 1967
- Diretto da: Gary Nelson
- Scritto da: Peggy Elliott, Ed Scharlach

### Trama
- Guest star: Henny Backus (Helen), Jim Backus (Fred), Mabel Albertson (Mrs. Sheppard), Edward Andrews (Mr. Sheppard)

## Il boyscout
- Prima televisiva: 1º dicembre 1967
- Diretto da: Bob Sweeney
- Scritto da: Bill Idelson, Sam Bobrick

### Trama
- Guest star: David Ketchum (Scott)

## Il ritorno di Mr. X
- Prima televisiva: 8 dicembre 1967
- Diretto da: Robert Day
- Soggetto di: Dale McRaven, Carl Kleinschmitt

### Trama
- Guest star: Jeremy Slate (Hank Kramer), Jesse White (Fenton), Larry D. Mann (Marty Warren)

## Una serata indimenticabile
- Titolo originale: The Lush Life
- Prima televisiva: 15 dicembre 1967

### Trama
- Guest star: Lloyd Gough (Mr. Bennett), Marsha Hunt (Mrs. Bennett)

## Il tesoro della valle di S. Fernando
- Prima televisiva: 22 dicembre 1967

### Trama
- Guest star: Tony Martinez (Pancho)

## Sandy il bullo
- Prima televisiva: 29 dicembre 1967
- Diretto da: George Tyne
- Scritto da: Dick Bensfield, Perry Grant

### Trama
- Guest star: David Ketchum (Mr. Jennings), Jackie Joseph (Mrs. Jennings), Gary Dubin (George)

## Chi dorme nel letto di papà?
- Prima televisiva: 5 gennaio 1968
- Diretto da: Don Appell
- Scritto da: Bill Idelson, Harvey Miller

### Trama
- Guest star: John Byner (Dewey), Arlene Golonka (Annie)